# Pierre Charles Dejean
Pierre Charles Dejean (Parigi, 16 febbraio 1807 – Parigi, 30 luglio 1872) è stato un generale, politico e nobile francese.

## Biografia
Figlio del generale ed entomologo francese Pierre François Marie Auguste Dejean, II conte Dejan, e di sua moglie, Adèle Barthélémy, Pierre Charles nacque a Parigi nel 1807. Intraprese come il padre la carriera militare,  nel 1832 prese parte alla presa di Algeri, fu capo di stato maggiore del genio in Algeria dal 1846 al 1852 e poi ispettore generale sempre nel corpo del genio militare.
Raggiunse il grado di maggiore generale nel corpo dei genieri. Fu Consigliere di Stato, e il 20 luglio 1870 divenne ministro della guerra ad interim rimpiazzando il maresciallo Edmond Leboeuf che divenne capo dello staff dell'Armata del Reno. Rimase in carica come ministro sino al 10 agosto 1870 durante il governo di Émile Ollivier. Fu membro della commissione per le fortificazioni ed il 29 aprile 1871 venne elevato al rango di grand'ufficiale dell'Ordine della Legion d'onore.

## Matrimonio e figli
Pierre Charles sposò il 24 aprile 1834, Mathilde (c. 1815 - 9 aprile 1905), sorella di Marie-Hippolyte Gueilly, II marchese di Rumigny, pari di Francia, e di Marie-Théodore Gueilly, visconte di Rumigny, ambasciatore. La coppia ebbe i seguenti figli:
- Jeanne Claire (1835 - 1875/1876), sposò il tenente colonnello Victor Alfred Rey (m. nel 1859 nella battaglia di Melegnano), ed ebbero discendenza;
- Gabrielle (1837 - 1906), sposò Jean-Baptiste Alexandre Montaudon (1818 - 1899), generale di divisione;
- Charles Benjamin Dieudonné François (1840 - 1913), IV conte Dejean, ufficiale di cavalleria, sposò il 24 gennaio 1866 Jeanne Gouhier de Petiteville (1842 † 1893);
- Lucie (1845 - 1874), sposò il 18 gennaio 1869 Georges Gavard, ufficiale, cavalier della Legion d'onore.